# Olympiade
Een olympiade is een periode in de Griekse oudheid van vier jaar, waarin men zich destijds voorbereidde op de Olympische Spelen. De oude Olympische Spelen zijn gedocumenteerd vanaf 776 voor Christus, werden elke vier jaar gehouden en met een olympiade werd de periode tussen de spelen aangeduid. Sommige oude kroniekschrijvers gebruikten de telling in olympiades om gebeurtenissen te dateren.
De moderne Olympische Spelen die eind negentiende eeuw werden geïntroduceerd, worden eveneens om de vier jaar gehouden. Het woord olympiade kwam ook weer terug. Een Olympiade begint op 1 januari van het jaar waarop de Olympische Zomerspelen worden gehouden. De eerste moderne olympiade begon in 1896; de XXXIIIe begon op 1 januari 2024.
Het is gebruikelijk Romeinse cijfers te gebruiken voor de nummering van olympiaden.
Het woord olympiade wordt soms ook gebruikt voor de (moderne) Olympische Spelen zelf en ook als naam voor verschillende andere wedstrijden, zoals een schaakolympiade of een Vlaamse Wiskunde Olympiade of een Vlaamse STEM Olympiade of de Vlaamse Olympiades voor Natuurwetenschappen.